# Rouge (음반)
《rouge》는 대한민국의 가수 백지영의 두 번째 정규 음반이다.